# Dicastério para os Leigos, a Família e a Vida
O Dicastério para os Leigos, a Família e a Vida (em latim: Dicasterium pro laicis, familia et vita) é um dicastério da Cúria romana instituído pelo Papa Francisco.

## Instituição
O dicastério foi criado pelo Papa Francisco com a carta apostólica de 15 de agosto de 2016, na forma de Motu proprio, Sedula Mater. Ele oferece "apoio e assistência" para os leigos, a família e a vida, "porque eles são testemunha ativa do Evangelho em nosso tempo e uma expressão da bondade do Redentor".
No novo dicastério agrupou as competências e funções do Pontifício Conselho para a Família e do Pontifício Conselho para os Leigos, que foram abolidas a partir de 1 de setembro de 2016. Na mesma data entrou em vigor o "Estatuto do dicastério para os Leigos, a Família e a Vida", já aprovado ad experimentum em 4 de junho de 2016.

## Prefeitos
| s         | Nome                 | Período   | Notas     |
| Prefeitos | Prefeitos            | Prefeitos | Prefeitos |
| --------- | -------------------- | --------- | --------- |
| 1.º       | Kevin Joseph Farrell | 2016–     | Atual     |